# Arthur Benjamin
Arthur Leslie Benjamin (ur. 18 września 1893 w Sydney, zm. 10 kwietnia 1960 w Londynie) – australijski kompozytor i pianista.

## Życiorys
Syn maklera giełdowego. Naukę gry na fortepianie rozpoczął w wieku sześciu lat. Uczęszczał do Brisbane Grammar School. W latach 1911–1914 studiował w Royal College of Music w Londynie, gdzie jego nauczycielami byli Charles Villiers Stanford (kompozycja) i Frederick Cliffe (fortepian). Podczas I wojny światowej służył na froncie w szeregach 7 Pułku Piechoty i Royal Flying Corps. Po zakończeniu działań wojennych powrócił do Australii, gdzie od 1919 roku wykładał w konserwatorium w Sydney. Już w 1921 roku powrócił jednak do Londynu, obejmując w 1926 roku klasę fortepianu w Royal College of Music. Do jego uczniów należał Benjamin Britten.
Od 1940 do 1945 roku dyrygował orkiestrą Canadian Broadcasting Corporation. W 1945 roku ponownie osiadł w Londynie, gdzie mieszkał do śmierci.

## Twórczość
Tworzył w idiomie neoromantycznym, z wpływami muzyki tanecznej i latynoamerykańskiej. Skomponował m.in. opery The Devil Take Her (1931), The Tale of Two Cities (1949–1950) i Mañana (1956), koncert na obój i smyczki (1942), Cotillon (1938), Prelude to Holiday (1940), symfonię (1944–1945), Elegy, Waltz and Toccata na altówkę, fortepian i orkiestrę (1945), From San Domingo (1945), Scherzino na fortepian (1936), 3 Mystical Songs (1925), dwa kwartety smyczkowe. Największą popularność zdobył sobie jednak jako autor muzyki popularnej i filmowej, w tym cieszącego się dużym powodzeniem utworu Jamaican Rumba (1938).
Jako pianista grał podczas prapremierowego wykonania koncertów fortepianowych Herberta Howellsa (1913) i Constanta Lamberta (1931).